# Emmet (Software)
Emmet ist ein quelloffenes Plugin für verschiedene Texteditoren, zur schnellen Erstellung von XML-, HTML- und CSS-Code.
Befehle für Emmet werden in einer eigenen Kurzschreibweise verfasst und direkt in der Datei ausgeführt, zum Beispiel durch das Drücken der Tabulatortaste. Das Plugin wandelt die Kürzel im Texteditor sofort in normalen Code um, der wie gewohnt gespeichert und verwendet werden kann. Emmet war früher unter dem Namen Zen Coding bekannt.

## HTML-Beispiele

### Einfaches Beispiel
Emmet-Anweisung:

html>head+body

HTML-Ausgabe:
```
<
html
>

<
head
></
head
>

<
body
>

	

</
body
>

</
html
>

```

### Komplexeres Beispiel
Emmet:

ul.gallery>(li>a[href="img/$$$.jpg"]{Bild $$$})*3

HTML:
```
<
ul
 
class
=
"gallery"
>

	
<
li
><
a
 
href
=
"img/001.jpg"
>
Bild 001
</
a
></
li
>

	
<
li
><
a
 
href
=
"img/002.jpg"
>
Bild 002
</
a
></
li
>

	
<
li
><
a
 
href
=
"img/003.jpg"
>
Bild 003
</
a
></
li
>

</
ul
>

```

## CSS-Beispiele
Emmet-Anweisung:

pos.a

CSS-Ausgabe:
```
position
:
absolute
;

```

Emmet:

ff:a

CSS:
```
font-family
:
 
Arial
,
 
"Helvetica Neue"
,
 
Helvetica
,
 
sans-serif
;

```

## Erweiterungen
Das Plugin kann durch JS- und JSON-Dateien erweitert und angepasst werden.